# Paul Robinson
Paul William Robinson, född 15 oktober 1979 i Beverley, East Riding of Yorkshire, är en engelsk före detta fotbollsmålvakt. Han har representerade under sin karriär Englands fotbollslandslag.
Mellan 2003 och 2010 spelade Robinson 41 matcher för det engelska landslaget. I augusti 2010 meddelade han att han slutar i landslaget. Han spelade en VM-turnering (VM 2006) och en EM-turnering (EM 2004) för England. Är även en av få målvakter som har gjort mål i Premier League. Det var på frispark 88 meter från mål mot Watford FC 2007.
Den 17 juli 2017 meddelade Robinson att han avslutade sin fotbollskarriär.